# Ogdoconta pulvilinea
Ogdoconta pulvilinea là một loài bướm đêm trong họ Noctuidae.